# Frédérique-Charlotte de Brandebourg-Schwedt
Frédérique-Charlotte Léopoldine Louise de Brandebourg-Schwedt (18 août 1745 à Schwedt – 23 janvier 1808 à Altona) est une aristocrate allemande, chanoinesse et dernière princesse-abbesse de l'Abbaye de Herford.

## Biographie
Frédérique-Charlotte est membre de la famille de Brandebourg-Schwedt, une lignée de la famille royale de Prusse, fille de Henri-Frédéric de Brandebourg-Schwedt et sa femme Léopoldine-Marie d'Anhalt-Dessau. Après la dissolution du mariage de ses parents, le roi Frédéric II de Prusse envoie sa mère à Kołobrzeg en Poméranie et Frédérique-Charlotte reçoit une place à l'Abbaye de Herford. En 1755, elle devient coadjuteur de l'abbesse Hedwige Sophie de Schleswig-Holstein-Gottorp, à qui elle succède.
Frédérique-Charlotte est en partie éduquée en Prusse, avec sa sœur Louise de Brandebourg-Schwedt. Entre 1760 et 1762, le mathématicien Leonhard Euler envoie de nombreuses lettres en français sur des mathématiques et des sujets philosophiques. Ces lettres sont publiées entre 1769 et 1773 sous le titre "Lettres à une Princesse allemande" et sont imprimées à Leipzig et à Saint-Pétersbourg. L'édition française seule bénéficie de 12 impressions. C'était le Siècle des Lumières et Euler essaye d'expliquer les problèmes physiques, notamment de leur arrière-plan philosophique, en général de manière compréhensible. Euler a pu avoir été employé comme son professeur,.
Le 13 octobre 1764, Frédérique-Charlotte est devenue abbesse de Herford. À la tête d'une abbaye impériale, elle est considérée comme une princesse impériale. Elle administre l'abbaye et défend ses droits à l'encontre de la ville de Herford. Elle réside à Herford et entretient sa cour d'une manière digne d'un ménage royal. En 1790, elle fait don d'un emblème de sainte-Marie sur la Montagne couvrant son territoire. Des recherches récentes suggèrent que la situation économique de son territoire s'est détériorée au cours de son règne.
Elle essaye également de préserver le droit de son abbaye à l'encontre de l’État de Prusse. Toutefois, en cas de doute, le roi de Prusse a le dernier mot. En 1798, des poursuites pénales sont engagées contre des fonctionnaires de l'abbaye. Le roi Frédéric-Guillaume III provoque une médiatisation "pour exécuter la tutelle sur les biens de la Dame Abbesse". La commission est dissoute en 1799. Alors que Frédérique-Charlotte réclame le droit de juridiction sur ses sujets, les défendeurs sont condamnés par la cour de Prusse en 1800.
L'abbaye est sécularisée le 15 août 1802. Ses biens sont saisis par le Royaume de Prusse. L'abbesse et de la collégiale de dames reçoit une pension royale. Frédérique-Charlotte fuit l'avancée de l'armée de la Première République française à Altona, où elle meurt en 1808. Elle est enterrée dans l'église collégiale de Herford.